# FK Sibir Novossibirsk
Ne doit pas être confondu avec le club de hockey sur glace du même nom.
Maillots
Le Sibir Novossibirsk (russe : «Сибирь» Новосибирск) est un club russe de football basé dans la ville de Novossibirsk fondé en 1936 et disparu en 2019.

## Histoire
Fondé en 1936 à l'usine d'aéronautique de Novossibirsk, le club adopte à ses débuts le nom Krylia Sovetov. Il devient par la suite le Sibselmach en 1957 avant de prendre successivement les appellations SETM en 1970 puis Dzerjinets l'année suivante, et enfin Tchkalovets à partir de 1972. Cette appellation ne change que relativement peu par la suite, prenant la forme Tchkalovets-FoKuMiS en 1992 puis Tchkalovets-1936 entre 2000 et 2005. Le club adopte finalement son nom actuel Sibir à partir de 2006.
Intégrant les compétitions soviétiques dès 1937, le club participe principalement aux championnats de troisième et deuxième division jusqu'à la chute de l'Union soviétique en 1991.
L'organisation du football russe post-soviétique voit l'équipe être intégrée au sein de la nouvelle deuxième division, où elle est assignée au groupe Est en 1992. Après avoir fini quatrième pour sa première saison, elle se classe cependant quatorzième l'année suivante et est reléguée en troisième division. Vainqueur du groupe Sibérie en 1994, le club passe à nouveau deux saisons au deuxième échelon, terminant onzième en 1995 avant de se classer largement dernier l'année suivante.
Après trois nouvelles années au troisième niveau, le Tchkalovets et l'autre club local de l'Olimpik fusionnent pour donner naissance au Tchkalovets-Olimpik qui prend la place de ce premier club pour la saison 2000. Le club perd alors son statut professionnel et se trouve relégué en quatrième division. Il effectue cependant son retour dès l'année suivante après avoir largement dominé le groupe Sibérie du championnat amateur.
Le club passe par la suite quatre nouvelles saisons en troisième division avant de finalement remporter le groupe Est à l'issue de la saison 2004 et de retrouver le deuxième échelon après neuf années d'absence. Terminant dixième en 2005, l'équipe grimpe progressivement au classement par la suite, atteignant notamment la troisième place deux ans après. Après une décevant quatorzième place en 2008, le Sibir parvient à finir deuxième du championnat la 2009 et à être promu en première division pour la première fois de son histoire.
Son passage dans l'élite s'avère cependant très bref, le club étant rapidement largué et finissant largement dernier au classement avec seulement vingt points en trente matchs. Il effectue cependant dans le même temps un parcours remarquable en Coupe de Russie, éliminant notamment le Kouban Krasnodar et l'Alania Vladikavkaz pour atteindre la finale de la compétition. Il est cependant vaincu à ce stade par le Zénith Saint-Pétersbourg. La qualification de ce dernier pour la Ligue des champions 2010-2011 permet par la suite au Sibir de prendre part à la Ligue Europa en qualité de finaliste de la coupe nationale. Son parcours y est cependant plus bref, étant éliminé au stade des barrages.
Retrouvant la deuxième division lors de la saison 2011-2012, le Sibir s'y maintient par la suite perpétuellement, se démarquant comme une équipe récurrente du milieu de classement. Il connaît cependant un exercice 2016-2017 compliqué qui le voit échapper de peu à la relégation, finissant quinzième grâce aux confrontations directes. Cette situation se reproduit deux ans plus tard et débouche cette fois sur une dix-huitième position synonyme de relégation directe à l'issue de la saison. Le club est par la suite dissous par les autorités de l'oblast de Novossibirsk en raison de ses dettes trop importantes, afin de laisser place à une nouvelle équipe nommée le FK Novossibirsk, qui prend la forme d'une association à but non lucratif et récupère une partie de l'effectif et de l'encadrement technique de l'ancien Sibir,,.

## Bilan sportif

### Palmarès
- Coupe de Russie
  - Finaliste : 2010
- Championnat de Russie D2
  - Vice-champion : 2009.
- Championnat de Russie D3
  - Champion : 1994 (Sibérie), 2004 (Est).

### Classements en championnat
La frise ci-dessous résume les classements successifs du club en championnat d'Union soviétique.
La frise ci-dessous résume les classements successifs du club en championnat de Russie.

### Bilan par saison
Légende
- Vice-champion ou finaliste de la compétition
- Promotion en division supérieure
- Relégation en division inférieure

#### Période soviétique
| Saison    | Championnat          | Championnat          | Championnat          | Championnat          | Championnat          | Championnat          | Championnat          | Championnat          | Championnat          | Championnat          | Coupe d'URSS    |
| Saison    | Division             | Pos                  | Pts                  | J                    | V                    | N                    | D                    | BP                   | BC                   | Diff                 | Coupe d'URSS    |
| --------- | -------------------- | -------------------- | -------------------- | -------------------- | -------------------- | -------------------- | -------------------- | -------------------- | -------------------- | -------------------- | --------------- |
| 1938      | Championnat régional | Championnat régional | Championnat régional | Championnat régional | Championnat régional | Championnat régional | Championnat régional | Championnat régional | Championnat régional | Championnat régional | Premier tour Q  |
| 1939-1946 | Championnat régional | Championnat régional | Championnat régional | Championnat régional | Championnat régional | Championnat régional | Championnat régional | Championnat régional | Championnat régional | Championnat régional | —               |
| 1947      | 2e Russie 2          | 10e                  | 1                    | 18                   | 0                    | 1                    | 17                   | 11                   | 61                   | -51                  | Deuxième tour Q |
| 1948-1956 | Championnat régional | Championnat régional | Championnat régional | Championnat régional | Championnat régional | Championnat régional | Championnat régional | Championnat régional | Championnat régional | Championnat régional | —               |
| 1957      | 2e Extrême-Orient    | 8e                   | 17                   | 22                   | 7                    | 3                    | 12                   | 26                   | 46                   | -20                  | Deuxième tour Q |
| 1958      | 2e Zone 6            | 4e                   | 30                   | 26                   | 11                   | 8                    | 7                    | 43                   | 28                   | +15                  | Premier tour Q  |
| 1959      | 2e Zone 7            | 5e                   | 30                   | 26                   | 12                   | 6                    | 8                    | 47                   | 37                   | +10                  | —               |
| 1960      | 2e Russie 5          | 5e                   | 30                   | 26                   | 11                   | 8                    | 7                    | 47                   | 35                   | +12                  | Deuxième tour Q |
| 1961-1962 | Championnat régional | Championnat régional | Championnat régional | Championnat régional | Championnat régional | Championnat régional | Championnat régional | Championnat régional | Championnat régional | Championnat régional | —               |
| 1963      | 3e Russie 5          | 14e                  | 17                   | 28                   | 4                    | 9                    | 15                   | 19                   | 42                   | -23                  | Premier tour Q  |
| 1964      | 3e Russie 6          | 15e                  | 28                   | 34                   | 10                   | 8                    | 16                   | 30                   | 43                   | -13                  | Deuxième tour Q |
| 1965      | 3e Russie 6          | 14e                  | 30                   | 36                   | 12                   | 6                    | 18                   | 33                   | 48                   | -15                  | Deuxième tour Q |
| 1966-1968 | Championnat régional | Championnat régional | Championnat régional | Championnat régional | Championnat régional | Championnat régional | Championnat régional | Championnat régional | Championnat régional | Championnat régional | —               |
| 1969      | 3e Russie 6          | 18e                  | 22                   | 38                   | 5                    | 12                   | 21                   | 24                   | 53                   | -29                  | —               |
| 1970      | 4e Russie 4          | 8e                   | 33                   | 32                   | 11                   | 11                   | 10                   | 27                   | 27                   | 0                    | —               |
| 1971      | 3e Russie 6          | 16e                  | 36                   | 38                   | 9                    | 9                    | 20                   | 28                   | 45                   | -17                  | —               |
| 1972      | 3e Russie 6          | 19e                  | 20                   | 36                   | 4                    | 8                    | 24                   | 20                   | 53                   | -33                  | —               |
| 1973      | 3e Russie 7          | 14e                  | 17                   | 30                   | 7                    | 5                    | 18                   | 26                   | 49                   | -23                  | —               |
| 1974      | 3e Russie 5          | 7e                   | 37                   | 34                   | 14                   | 9                    | 11                   | 48                   | 37                   | +11                  | —               |
| 1975      | 3e Russie 5          | 4e                   | 39                   | 34                   | 15                   | 9                    | 10                   | 47                   | 27                   | +20                  | —               |
| 1976      | 3e Russie 5          | 6e                   | 38                   | 34                   | 14                   | 10                   | 10                   | 39                   | 30                   | +9                   | —               |
| 1977      | 3e Russie 6          | 5e                   | 43                   | 38                   | 16                   | 11                   | 11                   | 59                   | 41                   | +18                  | —               |
| 1978      | 3e Russie 6          | 8e                   | 42                   | 40                   | 17                   | 8                    | 15                   | 52                   | 54                   | -2                   | —               |
| 1979      | 3e Russie 6          | 19e                  | 24                   | 40                   | 7                    | 10                   | 23                   | 35                   | 70                   | -35                  | —               |
| 1980      | 3e Russie 4          | 7e                   | 42                   | 44                   | 18                   | 6                    | 20                   | 55                   | 58                   | -3                   | —               |
| 1981      | 3e Russie 4          | 17e                  | 7                    | 32                   | 2                    | 3                    | 27                   | 6                    | 83                   | -77                  | —               |
| 1982      | 3e Russie 4          | 13e                  | 21                   | 28                   | 8                    | 5                    | 15                   | 28                   | 49                   | -21                  | —               |
| 1983      | 3e Russie 4          | 14e                  | 9                    | 26                   | 3                    | 3                    | 20                   | 23                   | 59                   | -26                  | —               |
| 1984      | 3e Russie 4          | 14e                  | 2                    | 26                   | 0                    | 2                    | 24                   | 10                   | 63                   | -53                  | —               |
| 1985-1986 | Championnat régional | Championnat régional | Championnat régional | Championnat régional | Championnat régional | Championnat régional | Championnat régional | Championnat régional | Championnat régional | Championnat régional | —               |
| 1987      | 3e Russie 4          | 9e                   | 26                   | 28                   | 9                    | 8                    | 11                   | 27                   | 30                   | -3                   | —               |
| 1988      | 3e Russie 4          | 14e                  | 23                   | 30                   | 10                   | 3                    | 17                   | 30                   | 39                   | -9                   | —               |
| 1989      | 3e Russie 4          | 8e                   | 40                   | 36                   | 17                   | 6                    | 13                   | 47                   | 38                   | +9                   | —               |
| 1990      | 4e Zone 10           | 11e                  | 22                   | 28                   | 8                    | 6                    | 14                   | 25                   | 37                   | -12                  | —               |
| 1991      | 4e Zone 10           | 4e                   | 46                   | 34                   | 19                   | 8                    | 7                    | 60                   | 31                   | +29                  | —               |

#### Période russe
| Saison    | Championnat | Championnat | Championnat | Championnat | Championnat | Championnat | Championnat | Championnat | Championnat | Championnat | Coupe de Russie     |
| Saison    | Division    | Pos         | Pts         | J           | V           | N           | D           | BP          | BC          | Diff        | Coupe de Russie     |
| --------- | ----------- | ----------- | ----------- | ----------- | ----------- | ----------- | ----------- | ----------- | ----------- | ----------- | ------------------- |
| 1992      | 2e Est      | 4e          | 36          | 30          | 15          | 6           | 9           | 48          | 38          | +10         | —                   |
| 1993      | 2e Est      | 14e         | 23          | 30          | 8           | 7           | 15          | 39          | 43          | -4          | Troisième tour      |
| 1994      | 3e Sibérie  | 1er         | 35          | 22          | 16          | 3           | 3           | 51          | 12          | +39         | Premier tour        |
| 1995      | 2e          | 11e         | 61          | 42          | 19          | 4           | 19          | 58          | 65          | -7          | Seizièmes de finale |
| 1996      | 2e          | 22e         | 27          | 42          | 7           | 6           | 29          | 44          | 102         | -58         | Quatrième tour      |
| 1997      | 3e Est      | 6e          | 56          | 34          | 16          | 8           | 10          | 46          | 32          | +14         | Quatrième tour      |
| 1998      | 3e Est      | 2e          | 60          | 30          | 16          | 12          | 2           | 41          | 17          | +24         | Premier tour        |
| 1999      | 3e Est      | 5e          | 54          | 30          | 16          | 6           | 8           | 60          | 42          | +28         | Seizièmes de finale |
| 2000      | 4e Sibérie  | 1er         | 46          | 16          | 15          | 1           | 0           | 65          | 6           | +59         | Premier tour        |
| 2001      | 3e Est      | 5e          | 47          | 28          | 12          | 11          | 5           | 36          | 21          | +15         | —                   |
| 2002      | 3e Est      | 2e          | 63          | 30          | 19          | 6           | 5           | 61          | 28          | +33         | Deuxième tour       |
| 2003      | 3e Est      | 6e          | 40          | 24          | 11          | 7           | 6           | 38          | 27          | +11         | Seizièmes de finale |
| 2004      | 3e Est      | 1er         | 62          | 27          | 19          | 5           | 3           | 53          | 19          | +34         | Troisième tour      |
| 2005      | 2e          | 10e         | 56          | 42          | 15          | 11          | 16          | 51          | 53          | -2          | Deuxième tour       |
| 2006      | 2e          | 7e          | 65          | 42          | 19          | 8           | 15          | 67          | 45          | +22         | Quatrième tour      |
| 2007      | 2e          | 3e          | 86          | 42          | 25          | 11          | 6           | 80          | 39          | +41         | Huitièmes de finale |
| 2008      | 2e          | 14e         | 58          | 42          | 14          | 16          | 12          | 51          | 41          | +10         | Cinquième tour      |
| 2009      | 2e          | 2e          | 73          | 38          | 22          | 7           | 9           | 60          | 21          | +39         | Quarts de finale    |
| 2010      | 1re         | 16e         | 20          | 30          | 4           | 8           | 18          | 34          | 58          | -24         | Finale              |
| 2011-2012 | 2e          | 7e          | 76          | 52          | 19          | 19          | 14          | 76          | 57          | +19         | Seizièmes de finale |
| 2011-2012 | 2e          | 7e          | 76          | 52          | 19          | 19          | 14          | 76          | 57          | +19         | Cinquième tour      |
| 2012-2013 | 2e          | 8e          | 45          | 32          | 12          | 9           | 11          | 34          | 38          | -4          | Quatrième tour      |
| 2013-2014 | 2e          | 11e         | 51          | 36          | 13          | 12          | 11          | 38          | 39          | -1          | Quatrième tour      |
| 2014-2015 | 2e          | 11e         | 42          | 34          | 11          | 9           | 14          | 35          | 46          | -11         | Seizièmes de finale |
| 2015-2016 | 2e          | 11e         | 51          | 38          | 14          | 9           | 15          | 47          | 50          | -3          | Quatrième tour      |
| 2016-2017 | 2e          | 15e         | 42          | 38          | 9           | 15          | 14          | 31          | 46          | -15         | Quatrième tour      |
| 2017-2018 | 2e          | 7e          | 53          | 38          | 14          | 11          | 13          | 38          | 31          | +7          | Quatrième tour      |
| 2018-2019 | 2e          | 18e         | 37          | 38          | 8           | 13          | 17          | 28          | 45          | -17         | Quatrième tour      |

### Bilan européen
Le Sibir prend part à sa seule et unique compétition européenne en 2010, année qui le voit participer à la Ligue Europa en tant que finaliste de la Coupe de Russie. Démarrant au troisième tour de qualification, le club parvient à se défaire des Chypriotes de l'Apollon Limassol, l'emportant 1-0 à domicile avant de se qualifier à Chypre grâce à la règle des buts marqués à l'extérieur malgré une défaite 1-2. Confrontés au club néerlandais PSV Eindhoven lors des barrages, les Russes remportent dans un premier temps une victoire surprise lors du match aller sur le score de 1-0, mais sont finalement lourdement vaincus 5-0 aux Pays-Bas, entraînant leur élimination.
Note : dans les résultats ci-dessous, le score du club est toujours donné en premier.
| Saison    | Compétition  | Tour             | Club             | Domicile | Extérieur | Total   |
| --------- | ------------ | ---------------- | ---------------- | -------- | --------- | ------- |
| 2010-2011 | Ligue Europa | Troisième tour Q | Apollon Limassol | 1 - 0    | 1 - 2     | 2 - 2 E |
| 2010-2011 | Ligue Europa | Barrages Q       | PSV Eindhoven    | 1 - 0    | 0 - 5     | 1 - 5   |

Légende
- Victoire ou qualification pour le tour suivant
- Match nul
- Défaite ou élimination de la compétition

## Personnalités

### Entraîneurs
La liste suivante présente les différents entraîneurs du club depuis 1952.
- Anatoli Kisseliov (1952-1955)
- Iouri Zabrodine (1957-1960)
- Vassili Fomitchiov (1971-1972)
- Alekseï Kostylev (janvier 1973-août 1973)
- Boris Ierkovitch (septembre 1973-décembre 1978)
- Mikhaïl Tiagoussov (1979)
- Boris Ierkovitch (1981)
- Vladimir Pitchouguine (1982)
- Boris Sytchiov (1983)
- Anatoli Khasanchine (1984)
- Valeri Ierkovitch (1988-1993)
- Leonid Chevtchenko (janvier 1994-août 1996)
- Vladimir Zabourdaïev (août 1996-décembre 1996)
- Valeri Ierkovitch (1997)
- Sergueï Iromashvili (1998-2002)
- Valeri Ierkovitch (décembre 2002-juin 2003)
- Valeri Shmarov (juin 2003-octobre 2003)
- Vladimir Pouzanov (octobre 2003-mai 2005)
- Anatoli Davydov (mai 2005-septembre 2006)
- Dmitri Radioukine (septembre 2006-mai 2007)
- Vladimir Faïzouline (mai 2007-mai 2008)
- Sergueï Oborine (mai 2008-décembre 2008)
- Igor Kriouchenko (décembre 2008-mai 2011)
- Dmitri Radioukine (mai 2011-janvier 2012)
- Alex Miller (janvier 2012-avril 2012)
- Sergei Yuran (mai 2012-mars 2013)
- Dariusz Kubicki (avril 2013-octobre 2013)
- Sergueï Balakhnine (novembre 2013-septembre 2014)
- Andreï Gordeïev (octobre 2014-mai 2015)
- Boris Stoukalov (juin 2015-juin 2016)
- Ievgueni Perevertaïlo (juin 2016-octobre 2016)
- Sergueï Kirssanov (octobre 2016-septembre 2018)
- Igor Tchougaïnov (septembre 2018-juin 2019)

### Joueurs emblématiques
Les joueurs internationaux suivants ont joué pour le club. Ceux ayant évolué en équipe nationale lors de leur passage au Sibir sont marqués en gras.
URSS/Russie
- Roman Adamov
- German Apukhtin
- Albert Borzenkov
- Valeri Chijov
- Sergueï Gorloukovitch
- Vladimir Granat
- Denis Laktionov
- Nikolaï Olenikov

Pays de l'ex-URSS
- Gennadi Bliznyuk
- Egor Filipenko
- Aliaksandr Kulchiy
- Dmitri Molosh
- Nenad Erić
- Dmitry Mamonov
- Aleksandr Shatskikh
- Azamat Baymatov
- Eugeniu Cebotaru
- Serghei Cleșcenco
- Victor Golovatenco
- Ion Testemițanu
- Andreï Martynov
- Maksym Levytskyy
- Vagiz Galiulin
- Nikolai Sergiyenko

Europe
- Konstantīns Igošins
- Vidas Alunderis
- Arūnas Klimavičius
- Robertas Poškus
- Mantas Savėnas
- Goran Stankovski
- Veliče Šumulikoski
- Bartłomiej Grzelak
- Wojciech Kowalewski

Afrique
- João Martins